# エルサルバドル国際空港
エルサルバドル国際空港（エルサルバドルこくさいくうこう、西: Aeropuerto Internacional de El Salvador）は、エルサルバドル共和国の首都サンサルバドルにある国際空港。一般にはコマラパ国際空港（西: Aeropuerto Internacional de Comalapa）として知られている。オスカル・ロメロ大司教を記念して、モンセニョール・オスカル・アルヌルフォ・ロメロ国際空港とも称する。首都サンサルバドルから50キロメートルほど離れた所にある。
1970年代後半に、現在では軍用となっているイロパンゴ国際空港（西: Aeropuerto Militar de Ilopango）の置き換えとして建設された。しかし、2009年までに国際空港として再建する計画がある。また、新たにエルタマリンドの海岸に空港を建設する計画も進行している。

## 就航路線
中米を始め、アメリカ本土やカリブ諸国に直行便を運航している。アビアンカ・エルサルバドル（旧エルサルバドル国営TACA航空）のハブ空港となっているため、乗り継ぎ便も充実している。
ロサンゼルス、マイアミ、ヒューストン、ニューアーク、パナマ、アトランタ、ボストン、シカゴ (オヘア)、ダラス、サンフランシスコ、ニューヨーク (ケネディ)、ワシントン(ダレス)、メキシコ・シティ、キト、リマ、トロント